# Ignaz von Seyfried
Ignaz von Seyfried (Viena, 15 d'agost de 1776 - 27 d'agost de 1841) fou un compositor i musicòleg austríac.
Fou deixeble de Mozart i Kozeluch i de 1797 a 1828 desenvolupà la plaça de director d'orquestra del teatre de Schikaneder de Viena.
Fecund compositor però desproveït d'originalitat, escriví més de 100 obres escèniques entre òperes, balls, melodrames, etc., així com misses, motets, salms, graduals, himnes, oratoris, obertures, simfonies, quartets, sonates, etc.
Se li deu en a més: Rückblich in das Theaterleben Wiens (1864). Edità també els escrits teòrics d'Albrechtsberger i els estudis de baix xifrat, de contrapunt i de composició de Beethoven.
Entre d'altres alumnes tingué a Gustav Barth, Wilhelm Ludwig Reuling, Heinrich Wilhelm Ernst, Eduard Marxsen.